# جوئل کاسامایور
جوئل کاسامایور (اسپانیایی: Joel Casamayor‎؛ زادهٔ ۱۲ ژوئیهٔ ۱۹۷۱) بوکسور اهل کوبا است.